# Índex (base de dades)
L'índex d'una base de dades és una estructura de dades que millora la velocitat de les operacions, permetent un ràpid accés als registres d'una taula. A l'augmentar dràsticament la velocitat d'accés, se solen usar sobre aquells camps sobre els quals es facen freqüents recerques.
L'índex té un funcionament similar a l'índex d'un llibre, guardant parelles d'elements: l'element que es desitja indexar i la seua posició en la base de dades. Per a cercar un element que estiga indexat, només cal cercar en l'índex aquest element per a, una vegada oposat, retornar el registre que es trobe en la posició marcada per l'índex.
Els índexs poden ser creats usant una o més columnes, proporcionant la base tant per a recerques ràpides a l'atzar com d'un ordenat accés a registres eficient.
Els índexs són construïts sobre arbres B, B+, B o sobre una barreja d'ells, funcions de càlcul o altres mètodes.
L'espai en disc requerit per a emmagatzemar l'índex és típicament menor que l'espai d'emmagatzematge de la taula (ja que els índexs generalment contenen solament els camps clau d'acord amb els quals la taula serà ordenada, i exclouen la resta dels detalls de la taula), el que dona la possibilitat d'emmagatzemar en memòria els índexs de taules que no cabrien en ella. En una base de dades relacional un índex és una còpia de part d'una taula.
Algunes bases de dades amplien la potència de l'indexat al permetre que els índexs siguen creats de funcions o expressions. Per exemple, un índex pot ser creat sobre la funció upper(cognom), que emmagatzemaria en l'índex solament les versions majúscules del camp cognom. Altra opció de vegades suportada, és l'ús d'índexs "filtrats", on les entrades de l'índex són creades solament per als registres que satisfacen una certa expressió condicional. Un aspecte addicional de flexibilitat és permetre la indexació en funcions definides per l'usuari, també com expressions formades d'un assortiment de funcions incorporades. Tots aquests refinaments de la indexació són suportats en Visual FoxPro, per exemple.
Els índexs poden ser definits com a únics o no únics. Un índex únic actua com una restricció en la taula prevenint files idèntiques en l'índex.